# 纳森·贝克
纳森·卢克·贝克（英語：Nathan Luke Baker，1991年4月23日—）是一名英格蘭職業足球運動員，司職後衛，現時效力英冠球會布里斯托尔城。

## 生平

### 球會
阿士東維拉
巴卡於2004年當時年僅13歲已加盟阿士東維拉，在隊中青訓系統成長，於2007年首次代表U18青年隊上陣。2007/08年球季巴卡伙拍（Ciaran Clark）成為球隊後防中流砥柱，在英格蘭足球青年超級聯賽先在B組壓倒熱刺取得分組冠軍，準決賽1-0淘汰阿仙奴，再在決賽2-0擊敗當年英格蘭足總青年盃冠軍曼城，贏得冠軍錦標。巴卡當季為U18青年隊上陣23場及射入1球，並為預備隊上陣7場及射入2球，而預備隊亦取得英格蘭足球預備組超級聯賽南部冠軍。
這名守將的出色表現使他獲選隨同一隊於2008年夏季出訪瑞士進行季前熱身賽，更在對維爾（FC Wil）和蘇黎世兩場友誼賽均獲派上陣。同年7月26日貝加在圖圖盃第三圈次回合主場對奧丹斯擔任沒有上陣的後補球員；維拉取勝後獲得歐洲足協盃的入場劵，貝加於首場第二圈外圍賽首回合作客對哈夫纳夫约杜尔（FH）再獲徵召坐於後備席。
2009年10月22日巴卡與隊友一同被借用到英乙球會林肯城，初步為期1個月。10月24日在主場0-0賽和首次上陣；於上陣3場後，獲延長借用到翌年1月；其後再延長借用直到球季結束，期間合共上陣18場。
在接任維拉領隊後重用土產球員，2011年1月16日巴卡在「伯明翰打吡」（Birmingham derby）作客對伯明翰城再獲選入一隊球員名單，在這場1-1和局的賽事他坐在後備席沒有機會上陣。1月25日聯賽作客對韋根，巴卡首次獲派正選上陣，協助球隊2-1取勝。1月29日在英格蘭足總盃第四圈主場對-布力般流浪，完半場前巴卡助攻予迪科尼素頂入，但下半場一記雙腳攔截遭球證直接出示紅牌驅逐離場。於停賽3仗後貝加在2月26日主場聯賽再戰-布力般流浪復出擔任正選，但僅36分鐘便因與對方門將保羅·羅賓遜相撞而受傷退下火線。
2011年11月22日巴卡獲外借到英冠球會米禾爾效力1個月，期間上陣6場。
2013年6月7日，巴卡簽署一份三年新合約留於維拉至2016年夏季。

### 國家隊
2008年11月18日巴卡首次代表英格蘭U19於主場1-0擊敗德國，但卻因傷錯過參賽2009年歐洲U-19足球錦標賽的機會。巴卡繼續入選賽後重組的英格蘭U19，並順利晉級在法國舉行的2010年歐洲U-19足球錦標賽決賽週，他在分組賽首兩場3-2擊敗奧地利及0-1負於荷蘭上陣，英格蘭取得次名與主辦國法國攜手出線；2010年7月27日準決賽對西班牙，巴卡僅上陣17分鐘便因傷退下火線，而英格蘭亦以1-3敗陣被淘汰，這亦是貝加最後一場代表英格蘭U19的賽事。
2011年3月14日巴卡獲徵召進入英格蘭U21，備戰月底對丹麥及冰島兩場友誼賽，3月28日主場對冰島巴卡首次披甲並正選上陣。

## 外部連結
- 足球数据库：纳森·贝克的球员统计数据
- 阿士東維拉官網簡歷
- 英格蘭足總官網簡歷 （页面存档备份，存于）